# Biovar
Un biovar, biotip o biotipus és una soca procariota que difereix fisiològicament o químicament de la resta de soques d'una espècie particular. Els morfovars són les soques que difereixen fisiològicament. Els serovars són les soques que tenen propietats antigèniques que difereixen d'altres soques.